# Гавайцы

Слева направо: Камехамеха I,, Дэниел Акака, Лилиуокалани.

Гава́йцы (англ. Native Hawaiians, самоназвание — гав. Kānaka ʻōiwi, Hawaiʻi maoli) — полинезийский народ, коренное население Гавайских островов. Согласно отчёту Бюро переписи населения США (2010), 527 077 человек идентифицировали себя как коренные гавайцы (как чистокровные, так и в любой комбинации), из них 156 146 человек идентифицировали себя как чистокровные коренные гавайцы.

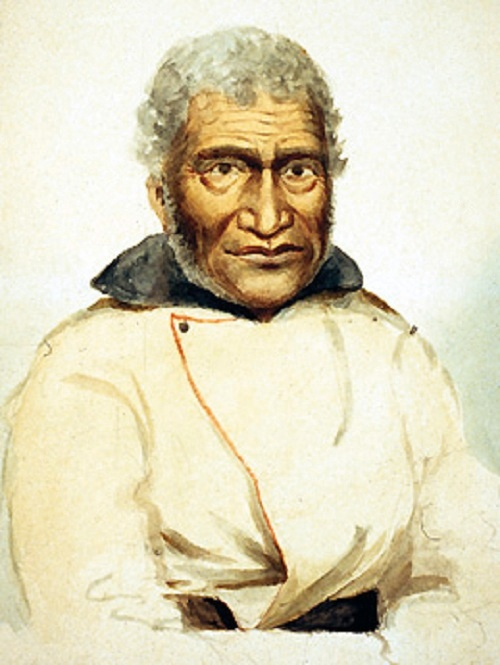
Вождь Джон Кокс Наукане. Портрет кисти художника Пола Кейна (1847)

## Язык
Языки — английский, гавайский креольский и полинезийский гавайский. Письменность на основе латиницы. По вероисповеданию — протестанты и католики, есть исповедующие традиционную гавайскую религию. Ко времени открытия Гавайских островов их население составляло около 300 тысяч. Гавайцы жили большими семейными общинами (охана), делились на 2 слоя — алии (вожди) и макааинана (общинники).

## Культура
Национальная культура близка к восточнополинезийской. Колонизация привела к разрушению местной культуры и обезземеливанию жителей. 23 ноября 1993 года президент США Билл Клинтон подписал закон 103—150, также известный как «Резолюция об извинении» (англ. Apology Resolution), который перед этим был одобрен Конгрессом. В этой резолюции приносится извинение коренным гавайцам от лица народа Соединённых Штатов за свержение власти Гавайского королевства (см. Public Law 103—150). В настоящее время при поддержке властей штата усиливается движение за сохранение и возрождение самобытной культуры.
У гавайцев очень характерные песни (меле) и танцы (хула), эти слова уже давно вошли в другие языки мира.
Традиционные музыкальные инструменты: ипу, укулеле, укеке и др.